# Abschied von den Feinden
Abschied von den Feinden ist der Titel eines 1993 mit dem Alfred-Döblin-Preis und  1994 mit dem Marburger Literaturpreis ausgezeichneten, 1995 publizierten Romans des deutschen Schriftstellers Reinhard Jirgl.

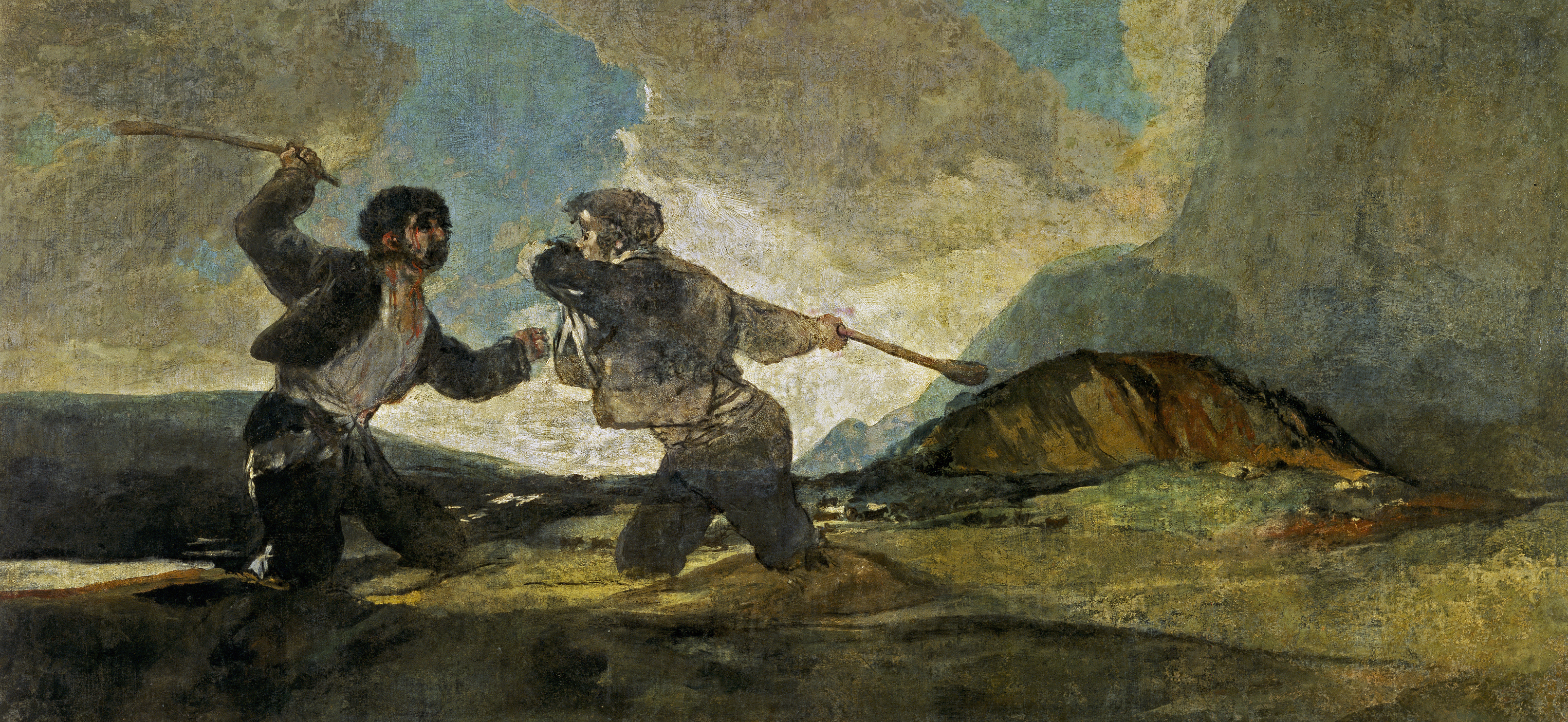
Francisco José de Goya y Lucientes Spätwerk „Duell mit Knüppeln“ aus der „Pinturas negras“ (Schwarze Bilder)-Phase (1820–1823), ursprünglich eine Wandbemalung in seinem Landhaus „Quinta del Sordo“ (Landhaus der Tauben), dient als Umschlagsbild für Jirgls Roman zur Illustration des Bruderkampfes.

## Handlungsübersicht
Haupthandlungsort des Romans ist eine Kleinstadt im Norden der ehemaligen DDR, wohin im Frühjahr 1992 zwei namenlose rivalisierende Brüder reisen: Der „Ältere“ von der BRD, der „Jüngere“ von seiner Wohnung im Osten Berlins aus. Es ist der Ort ihrer Kindheit bei den Pflegeeltern, einem Flüchtlingsehepaar aus dem Sudetenland. Hier hat vor kurzem ihre gemeinsame Berliner Freundin nach einer gescheiterten Ehe Unterschlupf gesucht, bevor sie unter ungeklärten Umständen ermordet wurde. Von dieser Lokalität aus blicken die beiden Protagonisten, ergänzt bzw. kontrastiert durch die anonyme Stimme der Stadtbewohner, zurück auf ihre fragmentarisch erinnerten, durch ihre Kindheitstraumata und eine Kette einseitiger Liebesbeziehungen aneinandergebundenen Leidensgeschichten im Feindesland. Dadurch entsteht, zusammengetragen von verschiedenen Erzählern mit unterschiedlichem Informationsstand, ein fragmentarisches Bild existenzieller menschlicher Beziehungsprobleme, verstärkt oder evoziert durch die destruktiven Repressionen totalitärer Systeme.

### Die Brüder
Der „Ältere“ (geb. 1953) und sein ca. vier Jahre jüngerer Bruder kommen – nach der Flucht des mit einer SS-Vergangenheit belasteten Vaters und der Verhaftung seiner als Mitwisserin verdächtigten Frau an einem Februarmorgen 1957 (Kp. 7) sowie deren Einweisung in eine psychiatrische Klinik – in ein Kinderheim (Kp. 10) bzw. eine -krippe und werden nach einem Jahr von einem Flüchtlingsehepaar adoptiert (Kp. 12). Diese Zeit der Stabilität und familiären Fürsorge mit Weihnachtsabenden und gemeinsamem Urlaub im Gebirge oder am Meer endet abrupt mit der Rehabilitierung der leiblichen Mutter. Nach zehn Jahren kehren die Brüder zu „jener fremden Frau nach Berlin“ zurück und leben mit ihr in einer Zweizimmerwohnung. Durch die seelischen Schockerlebnisse, zum einen der Verhaftung und Verschleppung der Mutter und zum anderen der erneuten Trennung von Bezugspersonen bei der Rückverpflanzung, fühlt sich der „Ältere“ oft „in die Tiefen der 1samkeit“ versunken und in Liebesbeziehungen verunsichert.

### Der Ältere
Er wird Rechtsanwalt (Kp. 4) und, in geschickter Distanz zum politischen System, Justitiar in einem Krankenhaus: „Er wußte, dass kein Leben denkbar wäre ohne Kompromiß; so fügte er sich ins Unvermeidliche, irgendwo & irgendwem Dienste zu leisten mit seiner Kraft“. Der „Jüngere“ arbeitet als Mechaniker und wird von seinem Bruder folgendermaßen charakterisiert: „[E]r fühlte immer familiär & blieb, was er war: im Osten ein Arbeiter, bei seinesgleichen: seelenvollen Zerstörern inmitten all=ihrer selbstgemachten seelenvollen Lügen.....“.
In dieser Zeit beginnt der „Ältere“, in Rivalität zu seinem Bruder, eine Beziehung zu einer Frau, die er wegen ihrer von ihm empfundenen Zwiespältigkeit bzw. wegen ihrer verunsichernden Intention („Sie brauchte mich für die Heirat“) als „Füchsin“ mit Kinderaugen bezeichnet: „Das Gesicht einer weißen Füchsin die Augen staunend wie Augen eines Kindes nach einem Mord“. Vom „Jüngeren“ entfremdet er sich immer mehr, spricht schließlich nicht mehr mit ihm. Doch die Brüder sind durch die gemeinsam erlittenen Verletzungen, die Zeit des engen Zusammenlebens und die Fixierung auf die „Frau“ weiterhin, wie die Romanhandlung demonstriert, seelisch-geistig aneinandergebunden. Den Prozess der Unzufriedenheit („Schlimm genug, meine Existenz ertragen zu müssen“) skizziert der „Ältere“ in seinem Tagebuch. Im letzten, abgebrochenen Eintrag (Kp. 13) rechnet er mit dem System und zugleich mit dem Bruder ab: „In 1 Land wie diesem, […] wo das 1zige Gebot & die einzig wirkliche Gefahr die fortwährende Aufforderung zum Einschlafen darstellt, kann der Zweite Hunger […] nach Wissen – nur Sättigung finden im Kannibalismus. Fehlendes eigenes Leben muß ersetzt werden durch fremdes Leben, das Fleisch & die Gelüste des Nächsten im Gehege des Absterbens – und hierin nimmt das Spitzeltum –“.
Durch die Flucht von Freunden und Bekannten verstärkt sich seine Isolation, die zugleich die „Versicherung seiner Existenz“ ist („Ich werde verfolgt, also bin ich.“). Eine Vertrauenskrise ist der letzte Grund seiner Entscheidung, die DDR zu verlassen: „Er hätte damals beinahe Alles ertragen, um fortzukommen. Von hier, von ihr. Es musste etwas Außergewöhnliches geschehen sein zwischen ihr u ihm“. Der „Ältere“ macht Andeutungen über ein „Versagen der Maskerade“, d. h. er bemerkt oder vermutet eine Verstellung der Frau, hinter deren Fassade er offenbar nicht blicken kann. Auch spricht er von der „dämonischen Kraft sich zu verletzen“: „Und die Wörter, die 1zelnen Laute – sie waren das Salz, die eigenen Teufel, die uns vertrieben aus unserem verstümmelten Paradies.....“. Später wird er auf seiner Reise versuchen, diese inneren Zusammenhänge zu ergründen. Die persönlichen Verletzungen und Enttäuschungen sind offenbar der Auslöser für seinen Antrag einer Ausreise in den Westen, der 1984 genehmigt wird. Seiner Freundin verspricht er, wie sein Vater zuvor seiner Mutter, sie nachzuholen, was er ebenso wenig realisiert.
Sein Leben in der BRD beginnt mit Arbeitslosigkeit und finanziellen Schwierigkeiten, bevor er wieder als Anwalt arbeiten kann. An einem Märzmorgen 1992 (Kp. 2) kehrt der nun 39-Jährige auf der Suche nach seiner wirklichen Biographie, den ihm verschlossenen Erlebnissen der in der DDR zurückgelassenen „Frau“ sowie seinem potentiellen alternativen Leben in die Kleinstadt zurück: „diese 1, die ich gesucht habe, von der es nur noch ein unzusammenhängendes Wissen gab […] Diese 1 ist die Summation all meiner Begegnungen“. Die gedankliche Recherche bildet den surrealen Kern des Romans: In einem Wechsel von, vom Bruder initiierten, Erinnerungsfragmenten und -materialien, Halluzinationen und Traumwanderungen, z. B. durch das „Kirke-Land“ bis zur Landzunge, versucht er sich seinem Ziel zu nähern: „?Werde ich Hier finden, wonach ich so langezeit gesucht habe: die Begegnung mit dieser 1 Frau – dies dunkle Zimmer all meines Sprechens –“.
In einem verlassenen Dorf im verwilderten ehemaligen Grenzgebiet verlässt er das Blickfeld des Lesers, dort, wo die Adoptiveltern nach ihrer Flucht bei einem Bauern gearbeitet haben und wo er die Wurzeln seiner Entwicklung, der Rettung aus dem Kinderheim, sieht: „Er war kein Reisender mehr […]. Dort, in diesem langsam erbleichenden Ort, würde er, unvereinbar mit-sich u: seinen Bildern, 1 blinder Punkt sein, 1 Fleck. Der würde bleiben“.

### Der Jüngere
Nach dem Weggang des Bruders wird die „Frau“ die Freundin des „Jüngeren“. Diese einseitige Beziehung setzt sie auch, trotz vieler Zurückweisungen, während ihrer Ehe mit einem Arzt bis zu ihrer psychischen Erkrankung fort. Ihr ambivalentes Verhalten beschreibt der Jüngere in einer Abschiedssituation in der U-Bahn als Spaltung in zwei Figuren: „Die Andere […] wendet mit demonstrativer Gleichgültigkeit der Szene den Rücken zu. Die Frau jedoch schaut zu mir herüber“. Wegen ihrer West-Kontakte unter Druck gesetzt und um sie vermeintlich zu schützen, unterschreibt er eine Verpflichtung zur Stasi-Mitarbeit.
Der „Jüngere“ folgt der „Frau“ nach ihrer vom Ehemann verordneten Übersiedelung in die Kleinstadt und versucht die Beziehung wieder aufzunehmen, was sie jedoch vulgär ablehnt: „Mir reicht mein Alter=das !Schwein Da brauch ich keinen !Ableger wie dich !Hastu ?!verstanden !1=für=allemal ?ja“. Einige Tage später stürzt der „Jüngere“ die nahe gelegene Steilküste hinab auf den Strand und wird schwer verletzt ins Krankenhaus eingeliefert (Kp. 1), wo er in einem fiktionalen Spiel mit Hilfe des Bruders ihre Vergangenheit zu rekonstruieren versucht und in diesem Zusammenhang einen virtuellen Kampf führt, an dessen Ende ihn der „Ältere“ ermordet. Als Zuhörer der Stimme der Kleinstadt-Bürger verschwindet er aus der Szene („Vielleicht haben wir am Ende Ihnen alles umsonst erzählt – Sie rühren sich ja nicht […] Da hätten Wir ja die Ganze Geschichte einem Toten erzählen können.....“) und zieht sich in seine Gedankenwelt zurück, um den Bruder weiterhin an seine Erlebnisse zu erinnern bzw. ihn in der Ungewissheit über Vermutungen und Wahrscheinlichkeit zu verunsichern. Nach einem als Motto dem Roman vorangestellten Ausspruch: „Das Auge wird zu den Stätten seiner Betrügereien zurückkehren.“ (nach Samuel Becketts „Mal vu mal dit“)

### Die Frau mit dem Gesicht einer Füchsin
Die Individuation der „Füchsin“ ist ebenso wie die der beiden Jungen durch ein traumatisches Kindheitserlebnis (Kp. 8, 15) gestört: den sexuellen Missbrauch des Vaters, der dem Mädchen früher eine Reise „zu den Lichtern“ versprochen hat, und die für die ca. 10-Jährige unbegreifliche Bestrafung, vor der verschlossenen Tür in die Winterkälte ausgesetzt zu werden. Die aus der Verstoßung resultierenden Schuldgefühle verbinden sich später offenbar mit dem Betriebsunfall des 24-Jährigen in einer Werft, der den Querschnittgelähmten zu einem lebenslangen Opfer macht. Mit dem Tod des Vaters beginnt ihre Veränderung (Bericht vom Abschied, S. 7 ff.): Die zahlreichen Männerbeziehungen in ihrem unsteten Leben sind durch wechselnde Gefühle und einen Lust-Hass-Rhythmus belastet, an dem nicht nur sie selbst, sondern auch der „Jüngere“ zerbricht. Symptomatisch dafür ist ihr Schrei nach dem Sturz auf der Rolltreppe über den am Boden liegenden „Jüngeren“ hinweg in die „Tiefe des Schachts“: „Hab ich euch !endlich was getan –“.
Nach der Ausreise des „Älteren“ in die BRD und ihrer Enttäuschung über den Freund und durch die schwindende Erwartung, ihm folgen zu können, heiratet sie den älteren Chefarzt einer Berliner Klinik mit entsprechenden Beziehungen im DDR-System und erhält dadurch einen besseren Lebensstandard (Haus mit Garten anstelle der Einzimmerwohnung im fünften Stock eines Mietshauses) sowie die Möglichkeiten, Geschichte zu studieren, und hofft, für ihre Dissertation im westlichen Ausland forschen zu können. Sie lebt in gesellschaftlich bevorzugten Kreisen und bekommt im Laufe von drei Jahren zwei Kinder. Sie führt jedoch ihre Doppelexistenz weiter: Sie setzt ihre Beziehung zum „Jüngeren“ fort, verbringt mit ihm einen Urlaub auf Rügen (Kp. 14) und schreibt zeitweise täglich an den „Älteren“, der ihr jedoch selten antwortet.
Als ihr Ehemann wegen Unregelmäßigkeiten seine Funktion als Ausbilder von im Ausland als Spione eingesetzten Stasi-Ärzten verliert und sein Privatleben und das seiner Frau nicht mehr durch Beziehungen abgesichert sind, muss sie unterschreiben, ihre Westkorrespondenz einzustellen (Kp. 13), führt sie jedoch als „manische Bilderflut der Einsamen“ weiter. In einem Brief fleht sie um die Hilfe des „Älteren“ und klagt über „ihre schon verschwindende Identität“: „Lieber zu Nichts gehören, zu Nichts werden, entrücken, von sich selbst abwesend sein: Alles !Bloß nicht jenem klebrig=zähen Absterben-bei-lebendigem-Leib sich gleichmachen & treiben lassen – und so ein Leben der steten Abwehr, des sysifoshaften Ringens gegen solch titanisches Hinabziehen […] wo gar nichts an Lustvollem, Begehrens & Wünschenswertem mehr sich auffinden lassen will“. Da nun eine Reisegenehmigung unmöglich geworden ist und der „Ältere“ nichts unternimmt („Das Messer, das niemand in seinem Besitz vermutete hatte 1 Schnitt getan“), schließt sie ihre Dissertation, auf die DDR-Materialien beschränkt, ab. Wegen der Eingrenzung und reduzierten Perspektiven wird sie zunehmend depressiv und kommt nach einem Zusammenbruch in ein psychiatrisches Krankenhaus. Ihr Mann fürchtet um seine verbliebene Position und setzt seine Frau unter Druck: Sie wird aus der geschlossenen Anstalt nur unter der Bedingung entlassen, dass sie aus Berlin verschwindet, eine Therapie macht, ihre West-Kontakte beendet und ihre Kinder zur Adoption freigibt. Als Gegenleistung vermittelt ihr der Chefarzt eine Anstellung, allerdings unter ihrem akademischen Niveau, in der Universitätsbibliothek der Kleinstadt: „-Schön weit vom Schuß & mitten im Staub: Frau=Dr.=hist=Kellerassi“.
Dort wohnt sie zuerst (Kp. 11, 15) bei den alten Leuten, deren Adresse ihr der „Ältere“ für Notfälle gegeben hat, beginnt eine Affäre mit dem verheirateten Sektionsdirektor der Universität, welcher ihr verspricht, sie als seine Assistentin mit nach Schweden zu nehmen, und ihr zu einem Theologiestudium, ihrem neuen Interessensgebiet, verhilft. Bald darauf bricht das DDR-System zusammen, die Führungsleute werden entlassen und durch weniger Belastete ersetzt und sie demonstriert aggressiv gegen eine neue Dozentin mit marxistisch-leninistischer Vergangenheit, was wiederum zur Forderung nach eine Therapie und der Androhung einer Einweisung in eine Heilanstalt führt, mit Berufung auf ihre Krankheitsakte aus der DDR-Zeit. Sie zieht dann in „Die Eiche“, verliert hier im Wirtshaus zunehmend jeglichen Halt, prostituiert sich für Schnaps und betrinkt sich. Die Gäste nutzen die Situation aus und machen sich über die „[s]tudierte“ Frau, „die Alles anders weiß & anders kann“ lustig. Sie wiederum findet die Dorfbewohner „im Grunde […] von Anfang an zum Kotzen“ und träumt vom „Westen“: „Raus hier In den Westen Nach Schweden Zu den Lichtern“. Eines Morgens wird die noch nicht 30-Jährige mit aufgeschlitzter Kehle in einem Wassergraben gefunden. Die Stadt ist von der Unschuld ihrer Bürger überzeugt: „Niemand von uns kann es gewesen sein“.

### Die Flüchtlinge
Die Adoptiveltern der beiden Brüder fliehen nach Kriegsende aus dem Sudetenland und kommen zuerst in einem kleinen Dorf unter, wo sie in einem Gutshof als Gesinde arbeiten (Kp. 11). Wegen seiner SS-Zugehörigkeit wird der Bauer von russischen Soldaten gesucht und muss fliehen. Die Bäuerin beschuldigt die Flüchtlinge, ihn verraten zu haben. Diese dagegen vermuten, dass es der Schwiegersohn war (Kp. 15): „Wir haben uns nichts vorzuwerden. Strafe euch !!Gott -“. Um die „schändliche Beziehung“ ihres Mannes zur Bauerntochter zu unterbinden, organisiert seine Frau im Herbst 1945 den Umzug in die ca. 30 km entfernte Kreisstadt, wo sie eine Mansardenwohnung in der Güterabfertigung und eine Anstellung bei der Reichsbahn bekommen. Als Schaffner besucht jedoch der Mann zwischen seinen Dienstfahrten weiterhin die Geliebte. Seine Frau gibt ihre Hoffnung auf, ihn zurückzugewinnen, und verlagert ihren Lebensschwerpunkt auf die mütterliche Fürsorge: Sie holt die Brüder aus den staatlichen Heimen und adoptiert sie. In der Kleinstadt führt das Flüchtlingspaar mit den Kleinkindern ein zurückgezogenes Leben, denn trotz gelegentlicher Einladungen und Geburtstagsfeiern mit Bekannten finden sie keine neue Heimat. Die Stadtbevölkerung mit ihrer Reserviertheit allen Fremden gegenüber („1 Mal Flüchtling immer Flüchtling So viel steht fest“) nennt allerdings als Grund die „idiotische=Hoffnung“ der beiden „diese Aussiedlung sei nur vorübergehend schon bald bald schon geht’s wieder Richtung Heimat“ und mutmaßt im paradoxen Umkehrschluss in verständnisvoller passiver Anteilnahme: „Vielleicht konnten sie mit solchem Blödsinn in der Seele so vieles überhaupt ertragen“. Für die Frau sind die Kinder ca. zehn Jahre lang Familie und Heimatersatz. Nach der Wegnahme der Brüder vereinsamt sie noch mehr, wie ihr oft sprachlos in der dunklen Wohnung sitzender Mann schon viel früher (Kp. 16).

## Einordnung und Analyse

### Historischer Kontext
Jirgls Roman mit dem ironischen Titel kann der Gruppe der „Wenderomane“ zugeordnet werden: Die Rahmenhandlung spielt im Jahr 1992: Es ist die Zeit nach dem Ende des DDR-Regimes und der beginnenden Neuorientierung (Abschied von den Feinden). Von hier aus versuchen die Protagonisten ihre Biographien in der Nachkriegsgeschichte aufzuarbeiten. In typischer familiärer Personenkonstellation steht der mit den gesellschaftlichen Verhältnissen unzufriedene, in den Westen Ausreisende dem durch Erpressung zur Stasi-Mitarbeit gedrängten Bürger gegenüber. Vertieft wird diese Polarität durch den Gegensatz des intellektuellen Einzelgängers und des in das System einbezogenen Arbeiters: Im Bruderkampf rivalisieren die durch ihre Kindheitserlebnisse traumatisierten Männer um eine, im Zwiespalt von Ablehnung und Anpassung, zwischen den Fronten zerbrechende Frau. Beiden gelingt es nicht, mit ihr eine Lebensgemeinschaft bzw. Familie aufzubauen.
Am Beispiel dieser Dreiecksbeziehung und ihres personalen Umfeldes entsteht eine Atmosphäre der Entwurzelung und Heimatlosigkeit, der Isolation und Fremdheit in der neuen Umgebung sowie der Perspektivlosigkeit der Menschen als Folgen des Zweiten Weltkrieges und der totalitären Systeme. In Wiederholungskreisläufen tauchen dieselben existenziellen menschlichen Probleme immer wieder auf, neue Feinde lösen die alten ab und die Opfer werden aus ihrer Unfähigkeit für Liebesbeziehungen zu egozentrischen Tätern. Beispiele dafür sind die in bedrohlichen Situationen ihre Frauen zurücklassenden, sich selbst rettenden Männer (der „Ältere“ folgt dem Muster seines Vaters) und die traumatischen Kindheitserlebnisse sowie der Verlust der Bezugspersonen (Adoptionen der Kinder).

### Montagen
Jirgl verwendet in seinem Roman die Montagetechnik: Die Handlung folgt zwar über die vier Teile und sechzehn Kp. im Allgemeinen dem Weg der Recherche und dem rekonstruierten Beziehungsverlauf von der Annäherung bis zur Verabschiedung des Bruders durch die „Füchsin“, wird aber nicht lückenlos chronologisch erzählt, sondern setzt sich aus einzelnen Schlüsselsituationen zusammen, die während der Nachforschung entdeckt und als Rückblicke eingeblendet werden: typische Augenblicke, die Etappen der Entwicklung bündeln. Da die Geschehnisse aus den Blickwinkeln verschiedener Erzähler mit deren Empfindungen und Erinnerungen wiedergegeben werden, erhält der Leser ein fragmentarisches, mosaikartig zusammengesetztes Bild.
- In die Darstellungen der Protagonisten sind, im Kursivdruck, Dokumente eingefügt: Zitate v. a. der Brüder, der Frau aber auch anderer Figuren wie der schreienden alten Bäuerin und ihrer Tochter, Tagebucheintragungen des „Älteren“ aus der Zeit vor der Ausreise aus Berlin und Briefe der „Frau“, die sie ihm in den Westen geschickt hat. Mit Hilfe dieser Materialien charakterisieren und analysieren sich die Brüder gegenseitig auf der Basis ihrer gemeinsamen Informationen: die Erfahrungen der Kindheit und Jugend, die Zeit in Berlin, als sie noch miteinander ihre Gedanken ausgetauscht haben, bis zum Abbruch der verbalen Kommunikation durch den „Älteren“, der jedoch bis zu seiner Abreise den „Jüngeren“ seine Tagebücher lesen lässt, wie dieser vermutet mit Absicht als „letztmögliche Form mit [ihm] zu sprechen“,[8] da sie offen auf dem Schreibtisch liegen. Die teilweise täglich in den Westen geschickten, „mit all der manischen Wörterflut der Einsamen“[30] geschriebenen Briefe der „Füchsin“ sind wichtige Materialien für die Erweiterung ihres Porträts.

- In einem Abschnitt des 9. Kps. entwickelt der „Ältere“ aus einer Überlegung, der „Jüngere“ könnte seine Erfahrungen mit der „Frau“ in einem Drehbuch literarisch verarbeiten, eine Verlagsparodie. In Form eines Dialogs zwischen dem „Redakteur“ und der „Dame Cheflektorin“, die das Werk des Bruders durch einen Verriss vernichten („Man darf halt diese Zonis keine Texte schreiben lassen […] ihre Bet- & Jammernummern“,[31]) führt er seinen Bruderkampf weiter.

- Auszüge aus einem Buch vom Tod eines Conquistadors, der Jugendlektüre der Brüder, das vom „Älteren“ im Zug gelesen wird, sind als Parallelhandlung in die erinnerte Lebensgeschichte eingeblendet: Der Marsch der spanischen Eroberer beginnt mit einer Machtdemonstration und illustriert den Weg des Bruders durch die Stadt zur Wohnung der „Frau“ („!Landnahme. ! Diese Stadt ist okkupiert“.[32]) Die mutwillige Tötung eines Indios bildet den Hintergrund der Verhaftung der Mutter: „Willkür ohne Verantwortung“.[33] Der Entschluss des „Älteren“ zur Ausreise ist montiert mit dem Ende der „Großen Zeit der Eroberungen“, obwohl das „Gelobte Land“ noch nicht gefunden ist (Kp. 9). Die Abhängigkeit des „Jüngeren“ von der ihn am Ende des Rügen-Urlaubs demütigenden Frau verbindet sich mit der Gefangennahme der Heerführers und seinen Verstümmelung sowie seinem Todeskampf am Marterpfahl (Kp. 14). Die gescheiterten Rekonstruktionsversuche, symbolisiert durch die auf dem Boden des Zugabteils verstreut herumliegen Fotos und Briefe der Frau, und der anschließende Weg durch das unwegsame Niemandsland zum leeren Gehöft spiegeln sich in der Flucht des die Conquista überlebenden Padre Ignacio Ximenez[34] durch die Todeslandschaft des morastigen Urwalddickichts, in dem er sich mit dem Rest der Truppe verirrt hat: „Jeder weiß, es gibt für uns kein Entkommen, kein Überleben.“.[35]

Die Thematik der Aushöhlung und Auflösung der Existenz bereits vor dem Tod in einem lebenslangen Sterbeprozess durchzieht als durchgehende Motivreihe den Roman: Weitere Beispiele sind die im Minenfeld des Grenzgebietes verbrennenden Pferde (Kp. 6) oder die surreale Szene (Bericht vom Vater) im verfallenen Haus, wo die Stimme des Vaters, der nicht sterben kann, aus dem Ofen die Worte spricht: „Denn grausamer als der Tod ist […] das Zentrum der Explosion der Erinnerung“. Das trifft auch für seine Söhne zu.

### Erzählform
Ausdruck der tastenden Suche der beiden Hauptfiguren nach der verlorenen Zeit sind ihre, in Rückblicken erinnerten, Darstellungen in der Ich-Form (z. B. „Bericht vom Abschied“) und im Sprachduktus, der die psychische Verfassung der Sprecher charakterisiert. D. h.: Aus ihrer Perspektive begleitet der Leser abwechselnd die einzelnen Figuren (im Allgemeinen in der Er-Form erzählt) bei ihren Aktivitäten, verfolgt die Aussagen der in der Szene Anwesenden, teilweise in eingeblendeter wörtlicher Rede, sowie deren wahrnehmbare Reaktionen und erfährt die Reflexionen der Hauptperson. Durch die Überlagerungen der verschiedenen Informationen gibt der Autor einen polyperspektivischen Einblick in die Abläufe sowie die innere Welt der Hauptfiguren und ermöglicht dadurch den Vergleich der Schilderungen und Positionen.
Zur Verstärkung des Sprachduktus der Figuren verwendet der Autor eine eigene Schreibweise mit im Anhang des Romans aufgeführten Bedeutungen: z. B. für die Konjunktionen (u, od, &), Numerale (1 Mörder, I etwas andere Vermutung) oder die Interpunktion (!, ?, .....)

### Perspektiven
Die Handlung wird aus drei verschiedenen Perspektiven dargestellt:
- aus der Sicht beider Brüder in wechselseitiger Infiltration (s. u.: Konstruktion der Erinnerungen)
- und dem anonymen Wir-Chor.

Die Gruppensprecher („Das kommunale Ich der Filzlatschen“) repräsentieren die Stimmen der Kleinstadtmenschen („Unsere kleine Stadt Hier im Norden“) und geben, wie ein Echo, dem „Jüngeren“ als ihrem Ansprechpartner (Kp.3) die Erzählungen, z. B.- der „Frau“ und der Flüchtlinge wieder, vermischt mit Beobachtungen, Gerüchten und Beurteilungen: „Wir glauben sie hat diese Intrige in die sie durch die Heirat mit dem älteren Mann diesem Reichen-Arzt in Ostberlin geraten war wohl !niemals durchschaut Da konnte sie die Weisheit mit Löffeln gefressen haben & schlau sein wie sie wollte“. So betrachten sie die Leidensgeschichte der „Frau“ in einer Mischung aus Mitleid und Häme. Ihre Kommentare speisen sie aus dem Repertoire der Volksweisheiten („Die Natur holt sich ihr Recht Und was auf der 1 Seite über die Stänge schlägt Das gleicht sie auf der andern Seite wieder aus soviel steht fest“) und Allgemeinplätze („1samkeit & Unglück sind wie siamesische Zwillinge“). Dabei ändern sie mitunter je nach Situation ihre Wertungen: Im Kampf gegen die „Bonzen“ in Berlin und den Beziehungsfilz wird aus der „Landstreicherin & Nutte“ „unsere[] Schann Dark“. Bei Kritik an Missständen rechtfertigen sie sich durch die von ihnen nicht beeinflussbare historische Entwicklung („Den Frieden=eigentlich den hatten wir nie“ Wir sprechen nicht gerne drüber,) als deren Opfer sie sich sehen („Wer hat mit uns Freundschaft & Solidarität geübt die wir eingesperrt waren Hier vierzig Jahre lang wie Kriegsgefangene“.) Dementsprechend suchen sie auch beim Überfall auf ein Asylantenheim, bei dem sie selbst verprügelt werden, die Schuldigen in der Außenwelt: Bei den Fremden, die nicht dazu passen und das Unglück in die Stadt einschleppen: „was warn wir für 1 friedliches Fleckchen Erde, hier Bis die-Grenze aufging […]“. Ihre kleine Idylle („Wir sind anständige Menschen“) wollen sie wiederherstellen und warnen: „Wir werden uns wehren, Solange bis alle Fremden weg sind von hier!“
Ganz anders bewerten die Brüder die Stadt und ihre Bewohner: „Sie mussten […] unterm Zwang ihrer Massenseele die Ränge & das Parkett beifallklatschend füllen in diesem Zeitalter-des-Pöbels auf der jüngsten Messe der Meister für Pogrome von Morgen“. Dieses Massenverhalten verknüpfen sie mit dem Leitmotiv der Feindschaft (Titel): Der „Jüngere“ lässt den Bruder bei seinem Besuch der Stadt die Veränderungen der Fassaden und Ladenschilder, das Warenangebot, die leeren Fabrikgebäude, die betrunkenen Arbeitslosen sehen „Nichts hier ist anders geworden; es droht immer Ersticken, es atmet immer Ende die kleine Stadt […] Es ist im erhitzten Plastikdampf dieses Neuen die uralte Feindschaft aufgebrochen hier (dachte er)‚Nicht Angst, sondern brutale Gewalt […] Feindschaft, freigelassen wie Rudel bösartiger Hunde […] denn sie hatten in ihm Den Fremden erkannt, den Anderen, dem das Mißtrauen von jeher galt & von dem alles Übel wie von den Pestratten des Mittelalters zu erwarten stand, Feindschaft, wie nur ein Leben dem anderen Leben feind sein kann.“.

### Konstruktion der Erinnerungen
Die virtuelle Reise des „Älteren“ an die historischen Lokalitäten symbolisiert zugleich eine Suchwanderung nach den Entwicklungsstationen und bestimmenden Faktoren seiner Biographie. Dabei erfährt er, dass sich, wie beim Betrachten des Stapels von Fotografien im angehaltenen Zug, die Bilder in unterschiedlichen Kombinationen ergänzen oder verdecken und die erinnerten Zusammenhänge sich verschieben und die Lücken mit seiner Phantasie gefüllt werden. Das Muster des Fragmentarischen, Zufälligen und ziellos im Lebensfluss und in den kaum dekodierbaren menschlichen Beziehungen Umhertreibenden entdeckt er auf seinen Wegen immer wieder, z. B. in Neubautürmen: „Der Geheimcode der Etagen. Jeder Betonturm ein Bündel verschlüsselter Nachrichten, einige Fetzen unaufhörlich fließender, gestörter Texte, ursprungslos, ziellos wie Singsang von Menschen die im dunkeln Keller ihre Furcht besingen, jeder Zeit verfügbar & selber ohne Zeit : Bitmuster der Heloten“.

### Konstruktionsmethode
Im 12. Kp. skizziert der „Ältere“ seine Konstruktionsmethode: „Ich suchte nicht mehr die glatte Rede, ich suchte das Stottern […] die Izelheit aus Bildern […] Die Summe, nach deren Anblick ich einst suchte, sie würde ich finden allein im eigenen Kopf. So musste ich Draußen nach ihren Entsprechungen, nach den Einzel-Bildern weitersuchen, in der Gewissheit: Diese Arbeit würde niemals enden“. Die erinnerten Situationen bezeichnet er als „Monstren, Geschichten-Partikeln zwischen den Geschichten“ und vergleicht die Recherche mit der Arbeit von Paläontologen bei den Knochenausgrabungen und der Zusammensetzung eines Skeletts und ihrer Suche nach dem „missing link“. Für die Erforschung seiner Lebensgeschichte entsprechen die Knochensplitter zitierten Satzfragmenten und Wörtern: „Die Kraft aus der Anmaßung der Wörter […] Das war das Nichtvorhandene, das zwischen Innen u Außen bestand, die Inter-Zone der Wörter die von ?Werweißwoher kamen, dies u die Verzerrungen u die Träume : Die Monstren für I Tag, ! Diese Bilder würden mir ein anderes Wissen geben als jenes, das hinter den Wiederholungen alles schon tausendfach Gesehenen, tausendfach Gehörten längst nicht mehr wahrgenommen werden kann.“
Diese Nichtfixierbarkeit der Wirklichkeit entspricht typischen Merkmalen des Postmodernen Romans und korrespondiert auf der philosophischen Ebene mit Aspekten des Konstruktivismus bzw. des Radikalen Konstruktivismus, wonach eine objektive Welt in der subjektiven Wahrnehmung nicht erkennbar ist. In Jirgls Roman steigert sich die Nichtfassbarkeit der Handlung in den solipsistischen Perspektiven individueller Konstruktionen, die zu einer kognitiven Vereinsamung führen können, durch die Korrespondenz der Gedanken jedoch in einem ergänzenden Rückkoppelungsprozess miteinander verbunden sind (s. Zwei „Weltbild“-Interpretationen).

### Rückkoppelungen
In die perspektivische Aufbereitung der Geschichte eingebaut ist die rivalisierend versuchte Wirklichkeitsrekonstruktion der Brüder. Beide stellen nicht einfach ihre Lesart der Ereignisse vor, sondern treten, dem Autor ähnlich, als Regisseure auf, die ihren Zweikampf auf dem Roman-Spielplatz inszenieren. Um die Motive und Aktionen des Bruders zu erkunden, versuchen sie sich in dessen Person einzufühlen bzw. dessen Gedanken und Erinnerungswege zu lenken. In diesem Zusammenhang bekennt der „Jüngere“: „[I]ch bin ihm, heimlich, manches Mal sehr weit gefolgt auf seinen Wegen durch Gedanken & Erlebnisstätten, die auch ich kannte, nur zumeist von einer andern, dunkleren weniger realiteren Seite (stets musste ich […] noch die eigenen Erfindungen bemühn, die eigenen Vorstellungen wieder-&-wieder hervorholen, Realitäten auf Pump […]) sie, seine Wege, die ich kannte, wie ich ihre Briefe kannte […] seine Wege lagen vorgezeichnet; hellbeleuchtet vom Widerschein unserer, meiner u seiner, Vergangenheit auch die Fundstücke, die nun […] ihre eigene Geschwindigkeit bekamen“. Und der „Ältere“ stellt sich vor (Kp. 5), dass der Bruder in Träumen das Szenario der Begierden mit seinen Worten und Bildern sehen musste („so werde ich alles, was ich darüber sagen werde, ihn sagen lassen“), und er will in dessen Ich, das von seinem Wissen abhängig ist, infiltrieren und dieses verändern: „[Ich] werde alles in ihm mit meinem Ich verderben und werde ihn zu I Produkt meiner Bilder machen, abhängig in Vollkommenheit von meinem Wissen.“
Die beiden Strategien bauen gegenseitig aufeinander auf: Grundlage dieses Kampfes durch Infiltration ist die gemeinsame Informationsgrundlage durch die Verbundenheit der frühen Jahre der Entbehrung. So kann der „Jüngere“ wie in einem Rückkoppelungsprozess auf Kenntnisse des Bruders zurückgreifen: „Und was ich ihm an Erinnerung gebe an jene Tage, Wochen im Innern dieses Hauses mit seinen schmalen, hohen Fluren und den Schlafsälen“ „erzählte er mir später“. Ebenso sucht der „Ältere“ seine Defizite mit den Erfahrungen des „Jüngern“ zu kompensieren und mehr über das ihm unbekannte Wesen der „Frau“ zu erfahren.

### Der Bruderkampf
Das Prinzip der sich ergänzenden Konstruktionen (Bericht vom Sprechen) steigert der Autor in Verbindung mit der Rivalität beider um die „Frau“, denn der zentrale Aspekt des gegenseitigen Interesses am Bruder ist die Frage nach der eigenen Identität und dem Stellenwert im Verhältnis zur gemeinsamen Freundin.
Die gegenseitige Okkupierung beginnt damit, dass der „Ältere“ seinen Bruder am Steilhang abstürzen (Kp.1) und als stummes und bandagiertes Opfer im Krankenbett verbringen lässt: „Ich lasse ihn dichter an den Rand herantreten. […] Lasse ihn hinabschauen.[…] lasse [die überhängende Erdscholle] abbrechen. […] Laute, die er stammeln mochte […] Ich will es so festhalten. […] Ich lasse ihn erwachen im Krankenhaus einer Kleinstadt im Norden des Landes […] Izig die Fähigkeit zu hören & zu erinnern war ihm geblieben, in seiner Dunkelheit in seinem Schmerz“.
Im Gegenzug bestimmt der „Jüngere“ (Kp. 2), dass der Bruder zurück in den Osten reist und im stillstehenden Zug seine Vergangenheit aus Erinnerungsfetzen, letztendlich vergeblich, zusammenzusetzen versucht: „[S]o könnte er in seine Stille gesprochen haben […] Ich lasse ihn die Landschaft der frühen Jahre wieder sehn[…] Ich lasse ihn die Gedanken vorausschicken, ins Stunden entfernte Berlin. […] und ich lasse ihn in seiner Fantasie die Frau […] nach 8 Jahren noch einmal besuchen in seinem über Jahre hinweg geträumten Traum seines Wiederauftauchens bei ihr“.

### Die Dominanz des Älteren
Diese Technik der Informationserweiterung durch die Einfühlung in die andere Person wird vom „Älteren“ zum Kampfmittel der Demütigung des Rivalen und zugleich zur Stabilisierung seines Selbstwertgefühls ausgebaut. Er möchte aber auch etwas über die Intimitäten des Bruders mit seiner früheren Freundin erfahren.
Entsprechend konstruiert er den Besuch des „Jüngeren“ bei der „Füchsin“ („So lasse ich diesen Abend […] enden“) als demütigendes Erlebnis: Die Frau wirft ihm „blödsinnige Nachäfferei von [s]einem Bruder“ vor („!Werd endlich erwachsen“) und der Rivale betritt den nun freien Raum, den er aber mit seiner Person nicht füllen kann: „In diesem Augenblick spürte er wohl zum I. Mal die Gewißheit, daß er eine unbenennbare Grenzlinie, die die Räume der Jugendzeit umgibt, nun überschritten hatte […] und fühlte sich eintreten in ein Niemandsland“. Er musste sich als „dürres Double aus trockener Haut“ empfunden haben und „sah den enormen Raum zwischen ihm u: ihr – doch der Raum war jetzt frei; Nichts mehr dazwischen, nicht mal das Gespenst aus Gebärden & Wörtern des Anderen des Bruders“. Aber dieses Feld kann er nicht mit einer eigenständigen Persönlichkeit füllen. Der „Ältere“ schließt die Szene mit den Worten: „(ich lasse ihn die Verachtung in ihrem Blick nicht sehen) […] Od alles war ganz anders. ?Weshalb sollte er Nichts bemerken.....:Es hätte ihm, so oder so, Nichts geholfen.“ Denn nach seiner Abreise sollte nach seiner Version „für ihn, meinen Bruder ’’das Verschwinden’’ beginnen. […] vielmehr sollte er seine Umgebung u deren Zentrum – die Frau, die er glaubte nun ’’erreichen’’ zu können – in einem langsamen, schmerzvollen Fading schwinden sehen […] und am Ende dieses langsamen Verrückens, Zerreißens würde er-selbst=allein zurückbleiben“. In Erweiterung dieser, auch die eigene Existenz spiegelnden, Gedankenspiele (Kp. 9) stellt er sich vor (Kp. 13), dass die Beziehung von Seiten der Frau zuerst nur eine Ersatzhandlung sexueller Art war, gemischt mit Demütigung, Hass und Provokation, und dass sein Bruder die Freundin, als sie ihn abweist („Vergiß !mich. Mich hat es nie für dich gegeben. !Nie“), durch sein Wissen von ihren Plänen unter Druck setzt, dass sie nämlich den „Bonzen“) nur heiratet, um eine Möglichkeit zu haben, zu ihm, dem „Älteren“, in den Westen zu kommen.

### Die Grenzen der Wörter
Mit seiner Interpretation aktiviert der „Ältere“ die Wunde des „Jüngeren“, durch den Bruder besetzt zu sein und als dessen Nachfolger wie eine Ersatz-Kopie behandelt zu werden, jedoch weiß er von der substanziellen Entfremdung der beiden, die den Bruch einleitete, und er kennt das Interesse des „Älteren“, etwas über die „Frau“ und ihr Liebesleben („Erscheinenlassen ihres Leibes“) während seiner Abwesenheit herauszufinden: „Er wollte durch mich die ‚Frau‘ erfahren. Meine Wörter, aus seinem Sprechen, sollten [für ihn] Das Geheimnis sprechen […] Das sie [=die Wörter] erfahren mussten als sie sich, ‚von Außen kommend‘ der Frau ‚so nahe wie er nie kommen konnte‘ angenähert haben: ich, aus seinen Wörtern kommend, sollte diese Nähe, die eine-Liebe umfassen musste, erfahren.“ Er spürt, dass im Bruder „immer auch das Gegenteil von einem Liebhaber“ war. Diese emotionalen Defizite versucht der „Ältere“ nun durch Übernahmen der Grenzerfahrungen des „Jüngeren“ zu erkunden, etwa in der Metaphorik vom „Spiel mit den Händen unablässig & bei steigender Höhe der Treppenfahrt mit sich steigernden Tempo“ und dem folgenden Sturz der beiden: „Da war sie wieder : die Sehnsucht nach dem Stürzen [...] dieser Moment des Fühlens von 1-klang […] Und über Allem der reine Himmel Bewusstsein -“
Der „Jüngere“ will die Instrumentalisierung umkehren, aus dem Schatten des Bruders heraustreten, von ihm als Person akzeptiert werden und diesen zur Wiederaufnahme ihrer Kommunikation zwingen. Deshalb schickt er ihn durch die Stationen der gemeinsam durchlittenen und sie eng aneinanderbindenden Vergangenheit, lockt ihn zu sich ins Krankenhaus und denkt sich eine Mordszene, die ihn selbst zugleich von den quälenden Erinnerungen befreien würde, aus, indem dieser versucht, das tief in seinem Fleisch verborgene Geheimnis der Begierde der „Frau“ zu lüften: „Ich spreche. In dieser Nacht wird er einen grandiosen Diebstahl, eine unerhörte Grenzversetzung begehen. Und wird diesem großen emfatischen Irrtum verfallen sein. Sich durch mein Töten, d. h. durch meinen preisgegebenen Reichtum an Sprechen hindurchgehend – selber dort sich hinstellen. […] In der unendlichen Nähe zu den Konturen seiner Begierde. Er muss die Haut, Hülle von allem lösen. Herunterreißen. Meinen Körper öffnen […] Um endlich freizusetzen, zu enthüllen + zum Sprechen zu bringen : Das Geheimnis Die Begierde der Wörter ins Sprechen zu kommen. Ins Sein zu kommen. Das Wissen aus den dunklen Gefilden der Wörter,[…] Im Zentrum des Blutes + der Dunkelheit der Frau.“ Doch damit gerät der „Ältere“ in seine Falle und wird nur seine eigenen, dem „Jüngeren“ implantierten Wörter, d. h. seine begrenzte Erfahrung wiederfinden, aber nie sein Ziel erreichen, die Freundin über das Wissen des Bruders zu verstehen: „Wenn ich spreche, werde ich ihn sprechen. […]. Er wird mit meinem Sprechen, das er mir gibt, sie erreichen wollen […] und sollte er […] seinem Sprechen aus meinem Sprechen [zuhören...s]ollte er der Faszination dieser Wörter, die versprechen von der Frau zu sprechen, verfallen sein“, dann würde er, wenn er die Wörter nicht als die seinen wiedererkennt und sie für „Eine Stimme aus dem Dunkel des Todes“ hält, selbst „in der Falle sein“.
Diesen Unterschied zwischen dem erfahrenen, nicht mitteilbaren Gefühl und der verbalen, gedanklichen Übertragung erläutert er mit der Metapher des in „der schattenlosen Nacht“ zu „Fleisch“ gewordenen „Wort[es]“ („Fleisch + Gestalt einer Frau“): „Meine Wörter, die aus seinen Wörtern sind, sind nicht mein Fleisch. […] Das Wort bleibt allein zurück“, ohne das Geheimnis, das Wissen aufnehmen und weitergeben zu können. Der „Jüngere“ stellt sich vor, dass sein Bruder jetzt sein unbandagiertes Gesicht mit der „Nacktheit der Verletzungen“ sehen wird, d. h., dass er ihm in die Augen sieht und ihn als Person erkennt, von der er in dieser Situation abhängig ist: „Solange er tötet, ist er jetzt mein Instrument“. Über diesen Irrtum könnte er verzweifeln („Gefangensein eines Mörders in einem Mord“) und „I abgetrennten Teil meines Körpers bei=sich behalten. Mit auf seine Reise nehmen“. Das bedeutet für ihn: „[M]eine Gegenwart in seiner Gegenwart. […] Es geht weiter“.
So setzt der „Jüngere“ als Instrukteur die Erinnerungsreise des „Älteren“ zu den eigentlichen Wurzeln ihres gemeinsamen Lebens, dem namenlosen Dorf, fort und lässt ihn reflektieren: „?Vielleicht (überlegte er) trafen meine Vermutungen tatsächlich zu;?vielleicht hatte sich all-Das wirklich zugetragen. Soviel Ungewissheit – so viele Vermutungen. ? Vielleicht stiegen meine Vermutungen mit ihrem Glanz der Wahrscheinlichkeit – nur aus !meinen Wünschen auf, die Vergangenheit möge hell sein u die Menschen darin wären in Sorge gewesen um ihr Tun, damit nichts verlorenginge, damit, lebendiger als Stein, etwas davon – ausgerechnet für !mich – wiederauffindbar wäre. Nichts als Wünsche, vielleicht, u Achtlosigkeit verteilt mit der Hand des Zufalls die Geschehen […] Außer Nichts bleibt nichts (dachte er), u daraus Alles zu –Erzählende wird..... :? Vielleicht aber (lasse ich ihn noch vermuten) ist auch Das I weitere, I etwas andere Vermutung,?I neuerlicher Versuch das Bild der Frau mit dem Gesicht einer weißen Füchsin noch I Mal aus aller Dunkelheit herauszuholen.....“